# Hendrik van der Grinten
Hendrik Joseph van der Grinten (Breda, 1880. május 22. – Utrecht, 1911. július 24.) holland vívó, olimpikon, katona.
Az 1906. évi nyári olimpiai játékokon, Athénban indult, amit később nem hivatalos olimpiává nyilvánított a Nemzetközi Olimpiai Bizottság. Ezen az olimpián négy vívószámban indult: párbajtőrvívásban, kardvívásban, párbajtőrvívásban és csapat párbajtőrvívásban. A három egyéni számban helyezés nélkül zárt, a csapatversenyen 5. lett
Klubcsapata a Koninklijke Officiers Schermbond volt.